# 郭岩 (数学家)
郭岩（1965年—）是一位美国华人数学家，主要从事偏微分方程方面的研究工作。

## 生平
1987年获得北京大学数学系学士学位，1993年获得布朗大学数学博士学位，之后留校任教，先后担任数学系助教，副教授，教授。现任布朗大学应用数学系教授。。

## 荣誉
担任美国数学学会会士，入选中华人民共和国教育部2007年度"长江学者"讲座教授。